# Chevinay
Chevinay település Franciaországban, Rhône megyében. Lakosainak száma 586 fő (2022. január 1.). Chevinay Sain-Bel, Pollionnay, Savigny, Saint-Pierre-la-Palud, Bessenay, Courzieu és Vaugneray községekkel határos.

## Népesség
A település népességének változása:
| Lakosok száma | 541  | 543  | 560  | 557  | 570  | 582  | 583  | 587  | 586  |
|               | 2013 | 2015 | 2016 | 2017 | 2018 | 2019 | 2020 | 2021 | 2022 |